# William L. Uanna
William Lewis "Bud" Uanna (né le 13 mai 1909 et mort le 22 décembre 1961) est un major de l'US Army expert en sécurité et responsable de la sécurité sur le projet Manhattan. Il a servi plus tard comme chef de la Division de la sécurité physique au Département d'État.